# Knihovna Ústeckého kraje
Knihovna Ústeckého kraje (KUK), do roku 2022 Severočeská vědecká knihovna v Ústí nad Labem, je veřejná knihovna v Ústeckém kraji. Fondy knihovny jsou univerzální. Knihovna shromažďuje i dokumenty regionálního charakteru. Zřizovatelem instituce je Ústecký kraj.

## Historie knihovny

### Historie v bodech
- 1945 – vznik Městské veřejné a studijní knihovny v ulici Prokopa Diviše č. 12 v Ústí nad Labem
- 1946 – knihovna mění název na Ústřední knihovna města Ústí nad Labem
  - stěhuje se do bývalé Foustkovy kavárny v Revoluční ulici č. 4
  - otvírá první pobočku v Předlicích
- 1949 – začíná půjčovat v budově ve Velké Hradební 49, kde její část sídlí dosud
- 1951 – začíná plnit funkci krajské lidové knihovny
- 1953 – dochází k přejmenování na Krajskou knihovnu Maxima Gorkého
- 1958 – zřizovatelem je opět město
- 1963 – zřizovatelem je krajský národní výbor
- 1979 – změněn název knihovny na Státní vědecká knihovna Maxima Gorkého
  - přiznáno právo na příjem povinných výtisků knih
- 1990 – do majetku knihovny převedena budova bývalé vily Hanse Weinmanna ve Vladimírské ulici (nyní Winstona Churchilla) č. 3
  - z názvu se vypouští jméno ruského spisovatele
- 1991 – zřizovatelem je ministerstvo kultury
- 1993 – knihovna rozdělena do dvou budov
- 1996 – dokončena přístavba ve Velké Hradební 45
- 2000 – vybudována půdní vestavba v budově Winstona Churchilla č. 3
- 2001 – zřizovatelem se stává Ústecký kraj
  - dochází k přejmenování na Severočeskou vědeckou knihovnu v Ústí nad Labem
- 2009 – dokončena projektová dokumentace a vydáno stavební povolení na přestavbu objektu bývalého učiliště spojů v ulici Na Schodech na Evropskou knihovnu[1]
- 2019 – dokončena rekonstrukce budovy ve Velké Hradební 49 v rámci které vzniká i kavárna Café Novel[2]
- 2022 – 1. února se pro veřejnost otevřel nový knihovní Depozitář, ten vznikl jako náhrada za některé sklady knihovny rozeseté po městě
- 2023 – knihovna mění jméno na Knihovna Ústeckého kraje

## Fond
Knihovna má univerzální fond. V dřívějším období se specializovala na akvizici publikací o životním prostředí a výtvarném umění, od roku na akvizici cestovních průvodců a map. Nově nakupuje DVD s českými a zahraničními filmy a deskové hry. Mezi nejhodnotnější fondy patří sbírka regionální literatury, významná je i sbírka staré šachové literatury, včetně knihy vydané v roce 1584. Ke 31. prosinci 2012 zahrnoval fond knihovny 815 451 dokumentů.

## Automatizace
Na počátku 90. let se v knihovnách začalo experimentovat s automatizací knihovnických procesů. V SVKUL byly zakoupeny první dva počítače a knihovnický software CDS/ISIS. Od června 1993 byl v provozu automatizovaný výpůjční systém kompaktních disků v hudebním oddělení, vytvořený v softwaru FoxPro, a rok poté nainstalován knihovnický software Tinlib (později přejmenovaný na T Series). Od května 1996 vystavovala knihovna své stránky s doménou svkul.cz. Od prosince 2004 jsou hlavní budovy knihovny propojeny optickými vlákny. V r. 2006 byl vybrán nový knihovní systém Clavius SQL verze MS SQL 2005 a došlo ke konverzi dat ze systému T Series. V roce 2008 byla dokončena automatizace výpůjčního protokolu na pobočkách. Od roku 2019 funguje automat na navrácení vypůjčených knih a dokumentů v budově ve Velké Hradební.

## Služby

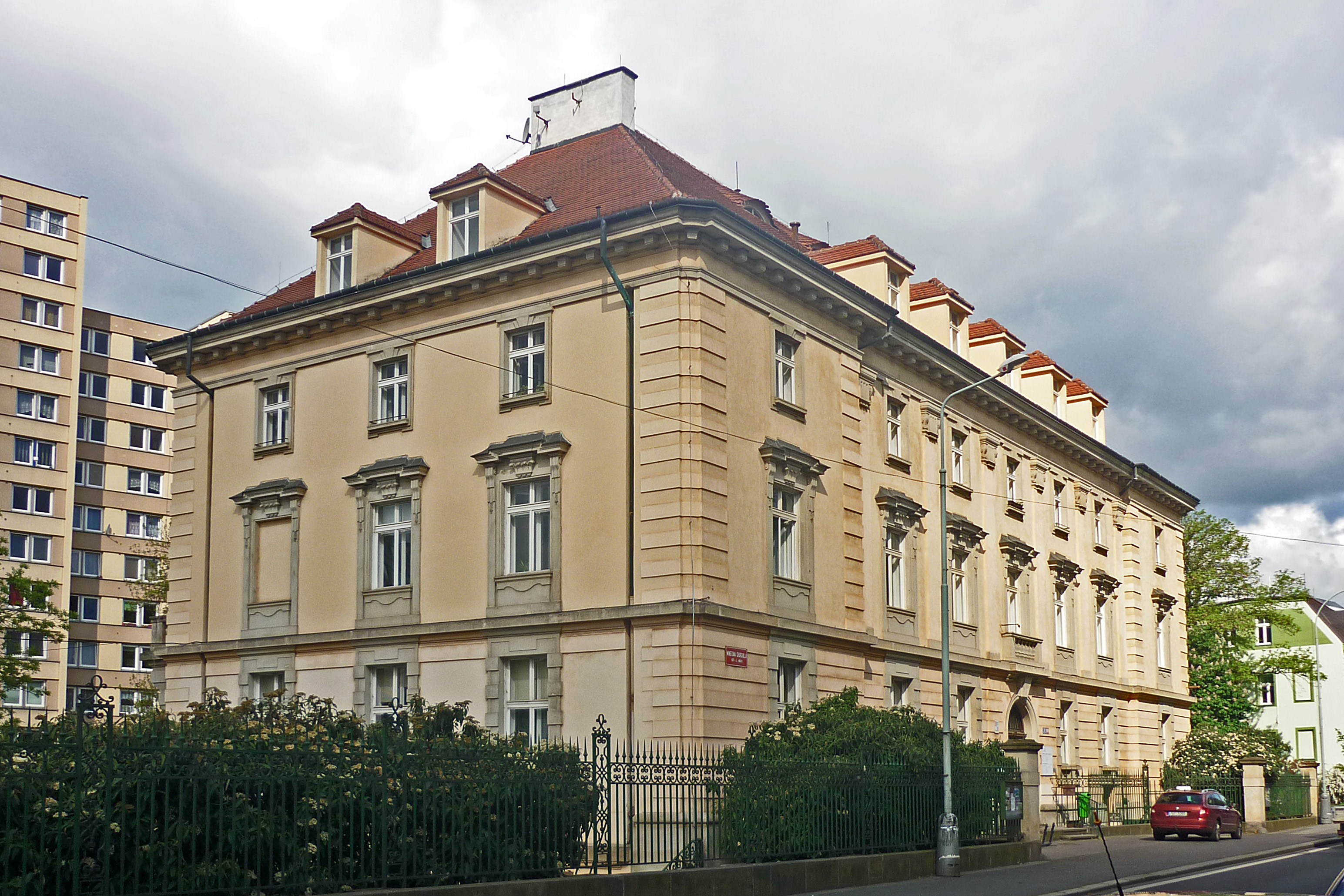
Lidová část v ulici Winstona Churchilla v bývalé Weinmannově vile

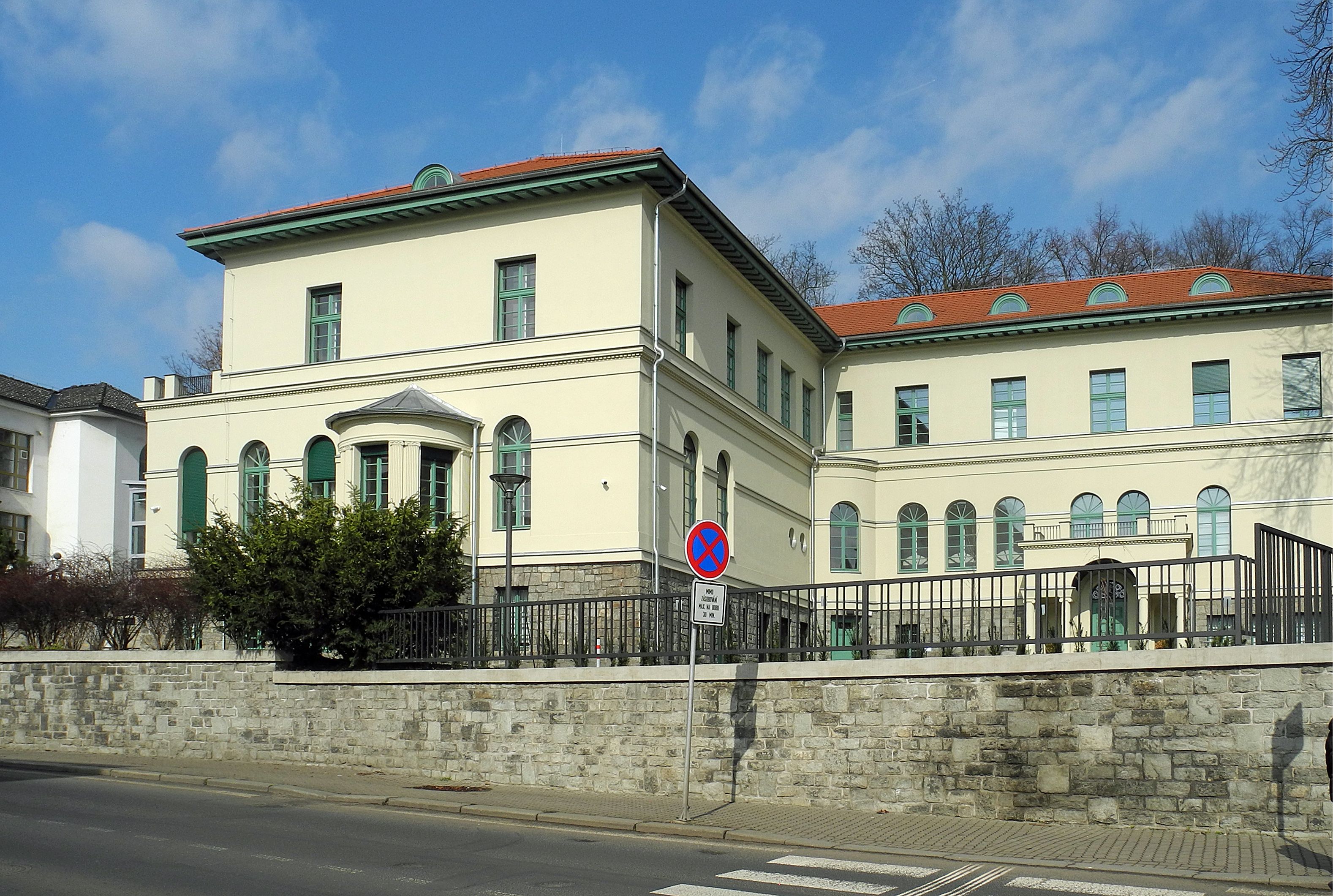
Budova ve Velké Hradební 49 po rekonstrukci

### Informační a rešeršní služby
Uživatelé mohou dotazy podávat osobně, telefonátem nebo emailem.
Knihovna má přístup do databází: ASPI, ČSN online, TamTam, EBSCO a Naxos Music Library. Do databází EBSCO a Naxos Music Library lze vstupovat i z počítačů mimo knihovnu. Dále SVKUL vytváří svou vlastní bázi regionálních osobností a přispívá do článkové databáze.

### Internetové služby
Uživatelé knihovny mohou internet využívat v budovách:
- Velká Hradební 49: všeobecná studovna (7 počítačů), studovna časopisů (3 počítače), regionální studovna (1 počítač)
- W. Churchilla 3: oddělení pro děti a mládež (3 počítače), hudební oddělení (5 počítačů), oddělení anglické literatury (2 počítače)
- Na všech pobočkách knihovny

### Regionální funkce
Knihovna vykonává poradenskou a konzultační činnost pro knihovny Ústeckého kraje, vypracovává metodické plány, vede statistiku knihovnických činností. Zajišťuje vzdělávání knihovníků, statistické výkaznictví, servis automatizovaného knihovního systému.
Pověřené knihovny v Ústeckém kraji
- Městská knihovna Děčín
- Chomutovská knihovna
- Knihovna K. H. Máchy v Litoměřicích
- Městská knihovna Louny
- Městská knihovna Žatec
- Městská knihovna Most
- Regionální knihovna Teplice
- Knihovna Ústeckého kraje

### Akce knihovny
Knihovna pořádá exkurze, přednášky, besedy, výstavy, akce pro rodiny s malými dětmi, studenty i seniory.

## Oddělení a pobočky
V roce 2020 fungovala knihovna na několika místech. V ulici Velká Hradební sídlí vědecká část v budově vily Carla Hermanna Wolfruma a přístavbě z 90. let. Lidová část pak sídlí v bývalé vile Hanse Weinmanna v ulici Winstona Churchilla č.p. 3. Krom toho existovaly následující pobočky:
- Hornická na Skřivánku
- Klíše
- Krásné Březno
- Stříbrníky